# یولیانادورپ
یولیانادورپ (به هلندی: Julianadorp) یک منطقهٔ مسکونی در هلند است که در دن هلدر واقع شده‌است. یولیانادورپ ۱۳٬۹۲۵ نفر جمعیت دارد.